# إنهاء القبعة
إنهاء القبعة: كلمات تم جمعها (1954-1981) مع التعليقات المصاحبة والمبادئ والبدع والضغائن والأنات والحكايات، هي مذكرات للملحن المسرحي الموسيقي الأمريكي والكاتب الغنائي ستيفن سوندهايم. تم نشره في 29 أكتوبر 2010 بواسطة ألفريد أ. كنوبف، وهو 444 صفحة. المجلد الثاني، انظر، لقد صنعت قبعة: كلمات مجمعة (1981-2011) مع التعليقات المصاحبة، تضخيمات، عقائد، خطب، فطائر، انخرافات وحكايات، تم نشره في 22 نوفمبر 2011 بواسطة ألفريد أ. كنوبف وهو 480 صفحة. تم بيع هذين المجلدين معًا في أواخر عام 2011 كمجموعة صناديق بعنوان صندوق القبعة كلمات مجمعة لستيفن سوندهايم.
تتضمن هذه الكتب معًا الكلمات التي تم جمعها من مسرح سوندهايم الموسيقي والسينما والمهن التلفزيونية بأكملها، بالإضافة إلى تفاصيل حول عملية صنع هذه الأعمال ورأي سوندهايم ونقده لعمله الخاص.

## إنهاء القبعة
يحتوي المجلد الأول على كلمات سوندهايم من أول عرض احترافي له، ليلة السبت (1954)، من خلال قصة الجانب الغربي، الغجر، شيء مضحك حدث في الطريق إلى المحكمة، أي شخص يمكنه الصفارة، هل أسمع الفالس؟، الشركة، الحماقات،موسيقى ليلة صغيرة، الضفادع، مبادرات المحيط الهادئ، سويني تود: الحلاق الشيطاني لشارع وتنتهي بفيلم بمرح نحن نتدحرج على طول (1981)، متوقفًا على مسافة قصيرة من الحائز على جائزة بوليتزر الأحد في المتنزه مع جورج (1984) والتي تحتوي على الأغنية التي تم أخذ عنوان الكتاب منها. يتضمن الجزء الخلفي من الكتاب ملحقًا يسرد اعتمادات إنتاج برودواي الأصلية للإنتاجات المذكورة في الكتاب.
في حين أن الكتاب ليس سيرة ذاتية، ويتناول الكثير منه تقنية سوندهايم الغنائية (مثل استخدام قافية كاملة، والتشديد السليم على المقاطع، وتجنب التكرار)، فإن التعليقات والحكايات المذكورة في العنوان الفرعي غالبًا ما تتعامل مع علاقاته مع معاونيه، بما في ذلك آرثر لورانتس وجيروم روبنز وجورج فورث وجيمس لابين وليونارد بيرنشتاين، ومع الأحداث المهمة لتاريخ المسرح الموسيقي الأمريكي.
بالإضافة إلى ذلك، يقدم سوندهايم انتقادات في الشريط الجانبي لبعض أشهر كتاب الأغاني الأمريكيين في النصف الأول من القرن العشرين، بما في ذلك إيرا غيرشوين وإيرفينغ برلين ولورينز هارت وآلان جاي ليرنر وفرانك لوسر ومعلمه أوسكار هامرستين الثاني. يناقش سوندهايم فقط أعمال وأساليب شاعري الأغاني والملحنين الذين لقوا حتفهم، لأنه يذكر أنه لا يريد إيذاء أي شخص شخصيا أو تدمير سمعتهم.
في الجزء الخلفي من المجلد الثاني، انظر، لقد صنعت قبعة، يسرد ملحق جميع كلمات الأغاني والتعليقات التي تم استبعادها عن طريق الخطأ من إنهاء القبعة، بما في ذلك كلمات ليلة السبت، أي شخص يمكنه الصفارة، حماقات وموسيقى ليلة صغيرة.

## انظر، لقد صنعت قبعة
يغطي المجلد الثاني ما تبقى من أعمال سوندهايم المسرحية، بدءًا من الأحد في الحديقة مع جورج، ويشمل في الغابة والقتلة والعاطفة وعرض الطريق.. كما تشمل الأعمال المسرحية التي لم يتم إنتاجها أو الأعمال التي ساعدها سوندهايم إلى حد ما طوال حياته المهنية، بما في ذلك المنتجعات الأخيرة ،عالم جول فايفر ،هوت سبوت ،عرض جنون، إيليا دارلينج ، صلاة من قبل بليشت ،كانديد (إحياء، 1974) عضلة وسوندهايم في سوندهايم. يتضمن الجزء الخلفي من الكتاب أيضًا ملحقًا يسرد ائتمانات الإنتاج الأصلية للإنتاجات المذكورة في الكتاب، بالإضافة إلى ديسكوغرافيا مختارة تسرد التسجيلات الأكثر شيوعًا في الكتاب.
كما هو الحال مع إنهاء القبعة، يعطي سوندهايم نظرة متعمقة على أسلوبه الغنائي وعلاقاته مع المتعاونين. يتضمن الكتاب المزيد من الانتقادات لعلماء الأغاني المتوفين، بما في ذلك دوبوز هيوارد ، ريتشارد ويلبر ، هوارد ديتز ، بي جي وودهاوس ، ليو روبن ، جوني ميرسر ، جون لا توتش ، هيو مارتن ، ميريديث ويلسون وكارولين لي.
يتعمق سوندهايم أيضًا في عمله في كتابة الأغاني الأصلية للأفلام المنتجة وغير المنتجة، بما في ذلك أفلام مثل الشيء منه ،حل السبعة في المئة ،ديك تريسي (الذي فاز بها جائزة الأوسكار لأفضل أغنية أصلية في أغنية "عاجلا أم آجلا") ،والغناء بصوت عال و قفص الطائر.
يتضمن سوندهايم عروضًا من عمله في التلفزيون أيضًا،حيث يقدم كلمات وتعليقات على الأغاني المكتوبة للبرامج التلفزيونية المنتجة وغير المنتجة مثل كوكلا وفران وأولي، أنا أؤمن بك، الخمسينيات الرائعة، هل تسمع الفالس؟ وزهرة الربيع المسائية.
ينتهي الكتاب بإدراج سوندهايم للعديد من الأعمال الصغيرة التي كتبها طوال حياته المهنية، مثل أغاني الحملة السياسية وأغاني أعياد الميلاد للأصدقاء المقربين والتعاون من أيام دراسته الجامعية.

## آراء النقاد
إنهاء القبعة، تلقى مراجعات إيجابية شاملة. في صحيفة نيويورك تايمز، وصف بول سيمون الكتاب بأنه "استعارة لهذا الشعور بالفرح، بخ الدوبامين الصغير الذي يضرب الدماغ عندما يخلق الفنان عملًا فنيًا". أشاد راندي جينر من المسرح الأمريكي بتحليل سوندهايم الصارم لكلماته الخاصة، واصفًا الكتاب بأنه "أفضل كتاب من نوعه وأكثرها إنتاجًا رائعًا تم تجميعه على الإطلاق لملحن حي".
انظر، لقد صنعت قبعة، تلقى مراجعات أكثر اختلاطًا مقارنة بالمجلد الأول. أعرب براد ليتهاوزر من صحيفة نيويورك تايمز عن تقديره للطبيعة الملهمة للكتاب. وصف هذا الكتاب بأنه يظهر "سهولة أثناء مزج التسلية مع التنوير". أثناء كتابة مراجعة إيجابية شاملة، انتقد جويل فيشبان الإضافات غير الضرورية للكتاب، مثل مسرد موسع وأغاني مكتوبة كهدايا للأصدقاء في مجلة المسرح.